# Johannes von Dettinger (General)

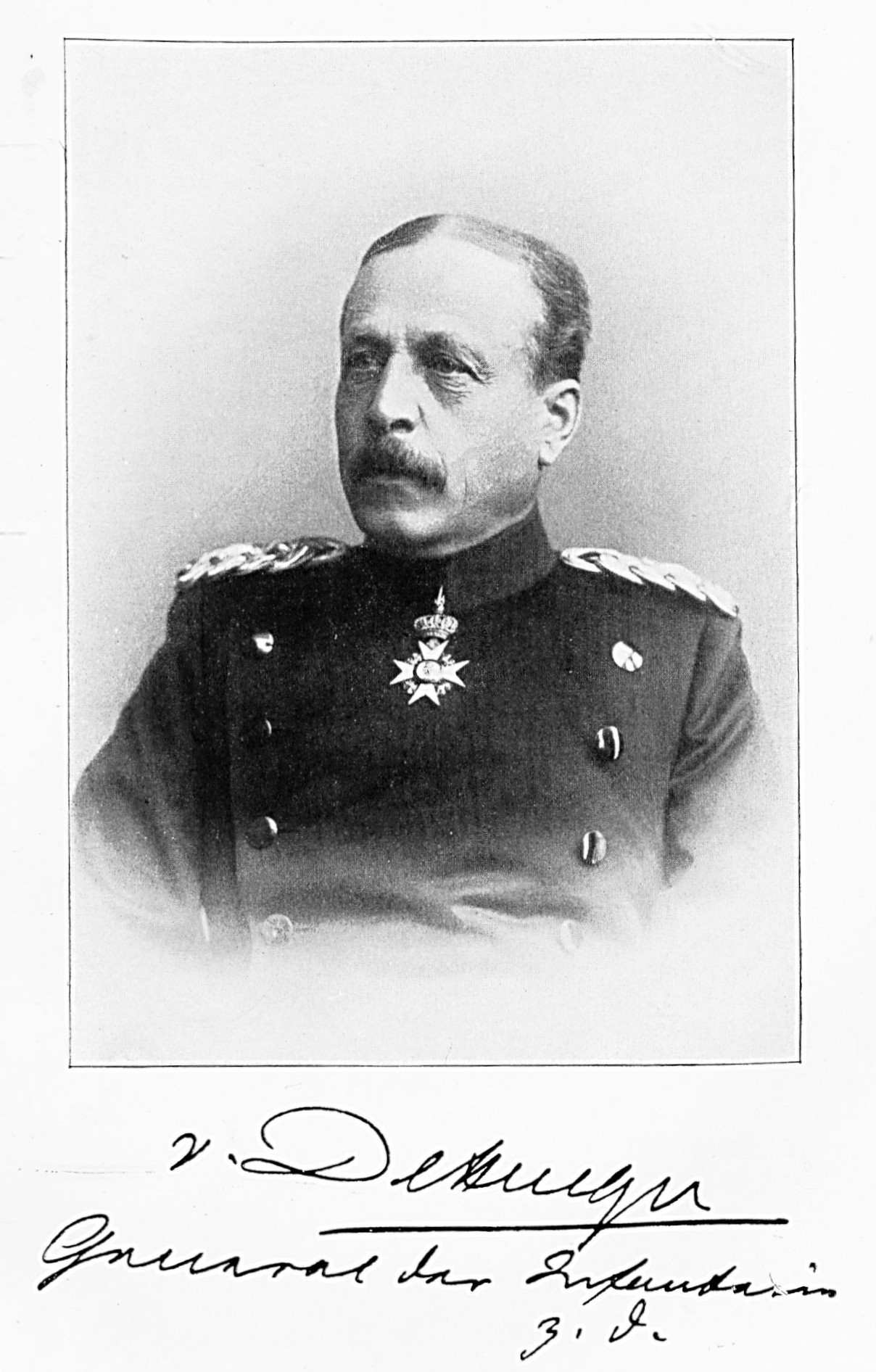
Johannes von Dettinger

Johannes Friedrich Karl Dettinger, seit 1870 von Dettinger, (* 10. Dezember 1842 in Sulz am Neckar; † 13. April 1906 in Cannstatt) war ein württembergischer General der Infanterie.

## Leben
Johannes war ein Sohn des gleichnamigen württembergischen Oberamtmanns Johannes von Dettinger (1801–1866).
Nach dem Besuch der Lateinschule in Balingen und eines Privatinstituts in Ludwigsburg absolvierte Dettinger die dortige Kriegsschule. Anschließend wurde er am 16. Mai 1859 als Portepeekadett dem 6. Infanterie-Regiment der Württembergischen Armee überwiesen. Ende Dezember 1859 avancierte er zum Leutnant und wurde am 24. September 1860 in das 2. Infanterie-Regiment versetzt. Anfang April 1865 ließ Dettinger sich für ein Jahr beurlauben, um an der Universität Tübingen Rechts- und Staatswissenschaften zu studieren. Mit Beginn des Krieges gegen Preußen kehrte er im Jahr darauf zu seinem Regiment zurück und nahm als Oberleutnant am Gefecht bei Tauberbischofsheim teil.
Nach dem Krieg stieg Dettinger Mitte Februar 1867 zum Bataillonsadjutanten auf. In gleicher Eigenschaft wurde er am 5. Februar 1869 zum Landwehr-Bataillon kommandiert und zugleich der 2. Infanterie-Brigade zugeteilt. Dort war er ab Mitte Januar 1870 als Adjutant tätig und nahm in dieser Eigenschaft während des Krieges gegen Frankreich an den Kämpfen bei Wörth, Flize, Sedan, am Mont Mesly, bei Villiers, Champigny-sur-Marne, Le Plant, Ville Evrart sowie der Belagerung von Paris teil. Für sein Wirken erhielt er das Eiserne Kreuz II. Klasse und das Ritterkreuz des Militärverdienstordens. Damit verbunden war die Erhebung in den persönlichen Adelsstand und er durfte sich nach Eintragung in die Adelsmatrikel „von Dettinger“ nennen.
Nach dem Friedensschluss wurde Dettinger zunächst von September bis November 1871 als Bürochef zum Stab der Division und anschließend als Adjutant zum Generalkommando des Armee-Korps kommandiert. Unter Belassung in seinem Kommando erfolgte am 27. November 1871 seine Versetzung als Hauptmann in das 6. Infanterie-Regiment (König Wilhelm). Daran schloss sich ab Mitte Oktober 1872 eine Verwendung im Generalstab des XIII. Armee-Korps an. Kurzzeitig war Dettinger vom 23. Februar bis zum 6. Mai 1876 zur Führung einer Kompanie des Grenadier-Regiments „Königin Olga“ Nr. 119 kommandiert, stieg Anfang März 1877 zum überzähligen Major auf und wurde am 16. April 1877 in den Generalstab der 26. Division versetzt. Unter Stellung à la suite des Generalstabes des Armeekorps war Dettinger vom 30. August 1881 bis zum 26. Mai 1884 zur Dienstleistung beim Großen Generalstab nach Berlin kommandiert. Als Oberstleutnant kehrte er am 27. Mai 1887 mit der Ernennung zum etatsmäßigen Stabsoffizier im 7. Infanterie-Regiment Nr. 125 in den Truppendienst zurück. Am 20. November 1885 wurde er unter Stellung à la suite des Generalstabes erneut nach Preußen kommandiert und mit den Funktionen des Chefs des Generalstabes des II. Armee-Korps beauftragt. Dettinger avancierte Mitte November 1887 zum Oberst und nach seiner Rückkehr nach Württemberg erhielt er am 17. November 1888 das Kommando über das 8. Infanterie-Regiment Nr. 126. Mit der Beförderung zum Generalmajor wurde Dettinger am 17. Januar 1891 Kommandeur der 52. Infanterie-Brigade (2. Königlich Württembergische) und in dieser Stellung stieg er am 26. Juli 1893 mit Patent vom 15. Juli 1893 zum Generalleutnant auf. Daran schloss sich vom 22. Dezember 1893 bis zum 21. März 1895 seine Kommandierung nach Preußen als Kommandeur der 7. Division in Magdeburg an. Anschließend wurde Dettinger zum Kommandeur der 26. Division (1. Königlich Württembergische) ernannt und am 6. August 1895 mit dem Komturkreuz des Militärverdienstordens ausgezeichnet. Unter Verleihung des Großkreuzes des Friedrichs-Ordens wurde er am 16. März 1897 mit Pension zur Disposition gestellt. Nach seiner Verabschiedung erhielt Dettinger am 24. Februar 1898 noch den Charakter als General der Infanterie.